# Ypsilon2 Cancri
Ypsilon2 Cancri (υ2 Cancri, förkortad Ypsilon2 Cnc, υ2 Cnc), som är stjärnans Bayer-beteckning, är en ensam stjärna i mellersta delen av stjärnbilden Kräftan. Den har en skenbar magnitud av 6,35 och är mycket svagt synlig för blotta ögat där ljusföroreningar ej förekommer. Baserat på parallaxmätning inom Hipparcosuppdraget på ca 5,9 mas, beräknas den befinna sig på ett avstånd av ca 560 ljusår (170 parsek) från solen. Stjärnan ingår i rörelsegruppen Epsilon Indi av stjärnor som delar en gemensam rörelse genom rymden.

## Egenskaper
Ypsilon2 Cancri är en gul till orange jättestjärna av spektralklass G9 III. Den har en radie som är ca 12 gånger solens radie och avger ca 98 gånger mer energi än solen från dess fotosfär vid en effektiv temperatur på ca 4 900 K.